# Adoretus hispidus
Adoretus hispidus är en skalbaggsart som beskrevs av Eugène Benderitter 1924. 
Adoretus hispidus ingår i släktet Adoretus och familjen Rutelidae. Inga underarter finns listade i Catalogue of Life.